# Kerrang! Awards 2014
Die 21. Kerrang Awards fanden am 12. Juni 2014 im Troxy in London statt. Moderatoren waren Scott Ian von Anthrax und Andrew W.K. Die meisten Nominierungen erhielt die britische Rockband You Me at Six (5) vor All Time Low (3).
Unter den anwesenden Gästen war Marky Ramone, welcher auch die Auszeichnung des Kerrang! Icon Awards entgegennahm.

## Nominierungen

### Kerrang! Icon Award
- The Ramones[2]

### Kerrang! Inspiration
- The Dillinger Escape Plan[2]

### The Relentless Award
- Watain[2]

### Kerrang! Service to Rock
- Status Quo[2]

### Kerrang! Hall Of Fame
- Deep Purple[2]

### Kerrang! Hero
- Gerrard Way[2]

### Best British Newcomer
- Neck Deep[2]
- Blitz Kids
- Bury Tomorrow
- Decade
- Lonely the Brave

### Best International Newcomer
- 5 Seconds of Summer[2]
- We Came as Romans
- Crossfaith
- Issues
- State Champs

### Best Video
- Boston Square von Deaf Havanna[2]
- City Of Angels von 30 Seconds to Mars
- A Love Like War von All Time Low featuring Vic Fuentes
- Right Back At It Again von A Day to Remember
- Bad Girls Club von Falling in Reverse

### Best Single
- Fresh Start Fever von You Me at Six[2]
- A Love Like War von All Time Low featuring Vic Fuentes
- Fake Your Death von My Chemical Romance
- You're Not Alone von Of Mice & Men
- The Best Thing (That Never Happened) von We Are the In Crowd

### Best Album
- Lost Forever/Lost Together von Architects[2]
- Lost To the King von Avenged Sevenfold
- The Satanist von Behemoth
- The Other Side von Tonight Alive
- Cavalier Youth von You Me at Six

### Best Live Band
- Bring Me the Horizon[2]
- Baby Godzilla
- letlive.
- Paramore
- You Me at Six

### Best International Band
- Fall Out Boy[2]
- Avenged Sevenfold
- Black Veil Brides
- Green Day
- Metallica

### Best British Band
- You Me at Six[2]
- Asking Alexandria
- Biffy Clyro
- Bring Me the Horizon
- Iron Maiden

### Best Event
- Save Rock and Roll Tour (Fall Out Boy)[2]
- Bury the Hatchet Tour (Falling in Reverse, Escape the Fate)
- House Party Alexandra Palace Show (A Day to Remember)
- Parahoy! (Paramore)
- Save Our Venues (Arcane Roots, We Are the Ocean, Fearless Vampire Killers)

### Best TV Show
- Game of Thrones[2]
- Breaking Bad
- Orange Is the New Black
- True Detective
- The Walking Dead

### Best Film
- The Lego Movie[2]
- Dallas Buyers Club
- Gravity
- The Hunger Games: Catching Fire
- Metallica Through the Never

### Best Video Game
- The Last of Us[2]
- Batman: Arkham Origins
- Bioshock Infinite
- Grand Theft Auto V
- Luigi’s Mansion 2

### Best Comedian
- Jarrod Alonge[2]
- Louis C.K.
- Micky Flanagan
- Steve Hughes
- Zach Galifianakis

### Tweeter Of The Year
- Gerrard Way[2]
- Gene Simmons
- Keith Buckley
- Mark Hoppus
- Pete Wentz

### Hottest Female
- Taylor Momsen (The Pretty Reckless)[2]
- Jenna McDougall (Tonight Alive)
- Ash Costello (New Years Day)
- Lzzy Hale (Halestorm)
- Tay Jardine (We Are the In Crowd)

### Hottest Male
- Andy Biersack (Black Veil Brides)[2]
- Alex Gaskarth (All Time Low)
- Ben Bruce (Asking Alexandria)
- John Goblikon (Nekrogoblikon)
- Max Helyer (You Me at Six)

### Best Festival
- Slam Dunk Festival[2]
- Download-Festival
- Reading and Leeds Festivals
- Bloodstock Open Air
- Warped Tour